# Équipe de Tunisie de football en 1984
L'équipe de Tunisie de football, après près d'une année de gel de ses activités, reprend en 1984 ses activités avec un nouvel entraîneur, Youssef Zouaoui, qui avait fait ses preuves au Club athlétique bizertin. Après un stage en Rhénanie (Allemagne), il entame sa carrière d'entraîneur par quatre victoires, dont un coup d'éclat contre le Nigeria, et une qualification au second tour des éliminatoires de la coupe du monde 1986, avant d'échouer au Tournoi de l'amitié organisé en Côte d'Ivoire. L'équipe est métamorphosée, à l'image du buteur Bassem Jeridi (auteur de six buts), qui surmonte sa timidité pour s'imposer en équipe nationale.

## Matchs

### Rencontres internationales
| Date              | Stade                                | Adversaire    | Score | Comp                | Buteurs tunisiens                                     |
| 26 septembre 1984 | Stade olympique d'El Menzah, Tunisie | Nigeria       | 5-0   | A                   | Rakbaoui 25e, Jeridi 30e 35e 53e, S. Ben Messaoud 85e |
| 21 octobre 1984   | Stade olympique d'El Menzah, Tunisie | Canada        | 2-0   | A                   | Ben Doulet, Chehat 33e                                |
| 28 octobre 1984   | Cotonou, Bénin                       | Bénin         | 2-0   | QCDM                | Jeridi 63e, Gasri 86e                                 |
| 13 novembre 1984  | Stade olympique d'El Menzah, Tunisie | Bénin         | 4-0   | QCDM                | Jeridi 5e 16e, Rakbaoui 56e, Gasri 74e                |
| 28 décembre 1984  | Abidjan, Côte d'Ivoire               | Côte d'Ivoire | 1-3   | Tournoi de l'amitié | Rakbaoui 21e                                          |
| 30 décembre 1984  | Abidjan, Côte d'Ivoire               | Algérie       | 1-3   | Tournoi de l'amitié | Hsoumi pen.                                           |

### Matchs de préparation
| Date         | Stade                        | Adversaire                                    | Score | Comp | Buteurs tunisiens |
| 23 août 1984 | Wissen, Allemagne de l'Ouest | VfB Wissen ( Allemagne de l'Ouest)            | 0-2   | A    |                   |
| 27 août 1984 | Moers, Allemagne de l'Ouest  | GSV Moers ( Allemagne de l'Ouest)             | 1-0   | A    | Rakbaoui          |
| 8 août 1984  | Zwickau, Allemagne de l'Est  | FC Cologne - équipe 2 ( Allemagne de l'Ouest) | 1-1   | A    | Ben Doulet        |

## Sources
- Mohamed Kilani, « Équipe de Tunisie : les rencontres internationales », Guide-Foot 2010-2011, éd. Imprimerie des Champs-Élysées, Tunis, 2010
- Béchir et Abdessattar Latrech, 40 ans de foot en Tunisie, vol. 1, chapitres VII-IX, éd. Société graphique d'édition et de presse, Tunis, 1995, p. 99-176